# Покровські ворота (фільм)
«Покровські ворота» (рос. «Покровские ворота») — російський радянський двосерійний художній телефільм режисера Михайла Козакова, знятий у 1982 році на кіностудії «Мосфільм». Літературною основою для сценарію фільму послужила однойменна п'єса Леоніда Зоріна. Прем'єра на Центральному телебаченні СРСР відбулася 11 лютого 1983.

## Сюжет
Москва, осінь 1956 року. Юнак легкої вдачі і вибухового темпераменту, любитель дівчат і «марнотратник життя» Костик (Олег Меншиков), що приїхав у Москву вчиться в аспірантурі МДУ, живе в комунальній квартирі у своєї тітоньки Аліси Віталіївни (Софія Пілявська).
Сусіди Костика — артист Мосестради куплетист Аркадій Велюров (Леонід Бронєвой), Маргарита Хоботова (Інна Ульянова), її колишній чоловік Лев Хоботов (Анатолій Равикович) і новий чоловік Сава Ігнатович (Віктор Борцов) — люди, значно старші за Костика, але не здатні вирішити власні проблеми, які за них з успіхом вирішує Костик…

## У ролях
- Олег Меншиков — Костик (Костянтин Ромин)
- Анатолій Равикович — Лев Євгенович Хоботов
- Інна Ульянова — Маргарита Павлівна Хоботова
- Віктор Борцов — Сава Ігнатович Єфімов
- Леонід Бронєвой — Аркадій Варламович Велюров
- Софія Пілявська — Аліса Віталіївна, тітка Костика
- Олена Коренєва — Людочка
- Валентина Воїлкова — Рита (Маргарита), дівчина мрії Костика
- Тетяна Догілева — Світлана Попова, муза Велюрова
- Ігор Дмитрієв —  Гліб Миколайович Орлович
- Єлизавета Нікіщихіна — Ніна Андріївна Орлович, дружина Орловича
- Євген Моргунов — Соєв, поет
- Наталія Крачковська — Ольга Янівна, дружина Соєва
- Марина Дюжева — Анна Адамівна, студентка
- Михайло Козаков — Костянтин Ромин через 25 років
- Володимир Піцек — Леонтій, армійський друг Сави Ігнатовича